# هبة الفرا
هبة محمد الفرا ناشطة بيئية فلسطينية من أصل ليبي، مقيمة في الكويت، وهي مؤسسة منظمة المرأة في الطاقة والبيئة . في عام 2018، فازت بجائزة أبطال الأرض الشباب عن منطقة شرق آسيا.

## النشأة
وُلدت الفرا في ليبيا لأم فلسطينية تعمل طبيبة. ونشأت في قطاع غزة، عندما كانت تعاني من نقص المياه الجارية والكهرباء.

## التعليم
حصلت الفرا على درجة البكالوريوس في الهندسة البيئية من جامعة غزة عام 2012. ولديها شهادة في الإدارة التنظيمية من جامعة ولاية فلوريدا، وأصبحت زميلة معتمدة في الريادة في تصميمات الطاقة والبيئة في عام 2017.

## الحياة المهنية
في عام 2018، عملت الفرا في شركة إنرتك للاستشارات الإدارية، كمتخصصة في التدريب والتطوير البيئي. وقبل ذلك كانت مستشارة بيئية في شركة إنرتك القابضة وأيضًا في المركز العلمي الكويتي. وهي مؤسسة منظمة المرأة في الطاقة والبيئة.

## الجائزة
في عام 2018، فازت بجائزة أبطال الأرض الشباب لشرق آسيا لجهودها في تشجيع النساء على العمل في قطاع الطاقة المستدامة.

## الحياة العائلية
انتقلت الفرا إلى الكويت في عام 2012، حيث تعيش مع زوجها وولديها.

## روابط خارجية
- مقال رأي في صحيفة الكويت تايمز عام 2017: تغير المناخ معضلة كبرى